# Veldschoendrager
Die Veldschoendrager, offiziell in Khoekhoegowab ǁHawobenKlicklaut, deutsch Feldschuhträger und afrikaans Veldskoendraers, sind ein Clan der Nama mit Siedlungsgebieten im Süden Namibias.
Ihnen steht ein, auch im unabhängigen Namibia anerkannter, Kaptein als Führer der ǁHawoben Traditional Authority vor. Das Amt nimmt seit 2011 ein neuer Kaptein ein, ehe bereits vier Jahre zuvor nach 27 Jahren im Amt Hans Titus starb. Umstritten ist der heutige Status der Veldschoendrager. Nach Eigenaussage sind sie seit 1998 als eigene Traditionelle Gruppe anerkannt. Anderen Angaben nach ist dieses nicht der Fall und somit wäre die Ernennung eines Kaptein illegal.

## Geschichte
Die Velschoendrager besiedelten ab den 1820er Jahren vor allem das Gebiet um die historische, vorkoloniale Stadt ǁKhauxaǃnas und nannten ihre Siedlung Schans Vlakte (zu Deutsch etwa Festungs-Ebene). Aufgrund von Dürre und dem Ausbruch der Rinderpest wurde das Siedlungsgebiet ab den 1840er Jahren in das Gebiet nordwestlich von Rietfontein verlagert. 1886 wurde Schans Vlakte, das heißt die Farm Kora-Orap, von den Veldschoendrager verkauft.
Laut dem Deutschen Kolonial-Lexikon galten die Veldschoendrager, die sich am Aufstand der Herero und Nama gegen die deutsche Kolonialherrschaft ab 1904 beteiligt hatten, vor dem Ersten Weltkrieg als selbständiger Zweig der Nama als nicht mehr existent.